# رمز أساس الأجرة
رمز أساس الأجرة (fare basis code) غالبًا ما يشار إليه فقط على أنه أساس الأجرة (fare basis) هو رمز أبجدي أو أبجدي رقمي تستخدمه شركات الطيران لتحديد نوع الأجرة والسماح لموظفي الخطوط الجوية ووكلاء السفر بالعثور على القواعد المطبقة على هذا السعر. على الرغم من أن شركات الطيران الآن تحدد رموز أساس الأسعار الخاصة بها، إلا أن هناك بعض الأنماط التي تطورت على مر السنين وربما لا تزال قيد الاستخدام.
يمكن للخطوط الجوية إنشاء أي عدد من فئات الحجز أو الأسعار، والتي قد تنطبق عليها أسعار وشروط حجز مختلفة. فئات الأجرة معقدة وتختلف من شركة طيران إلى شركة طيران. غالبًا ما لا يعرف المسافر معنى هذه الرموز، ولكنه ينقل المعلومات إلى موظفي شركة الطيران، على سبيل المثال قد يشيرون إلى أن التذكرة مدفوعة بالكامل أو مخفضة أو جزء من حزمة رحلة أو تم شراؤها من خلال نظام الولاء.
تبدأ رموز الأجرة بحرف يسمى فئة الحجز (يشير إلى فئة السفر من بين أشياء أخرى) والذي يتطابق دائمًا مع رمز الحرف الذي تم الحجز فيه. قد تتبع أحرف أو أرقام أخرى. يتألف أساس الأجرة عادةً من 3 إلى 7 أحرف، ولكن يمكن أن يصل إلى 8.

## فئة الحجز
دائمًا ما يكون الحرف الأول من رمز أساس الأجرة حرفًا، وسيتطابق دائمًا تقريبًا مع فئة الحجز. أكواد الحجز هي المعرفات التي يستخدمها قسم إدارة الإيرادات في شركة الطيران للتحكم في عدد المقاعد التي يمكن بيعها بمستوى سعر معين. على سبيل المثال، قد تحتوي الطائرة على 25 مقعدًا اقتصاديًا لا يزال متاحًا وقد تعرضها شركة الطيران في نظام الحجز مثل (Y7 K5 M4 T6 E3) مما يشير إلى عدد كل فئة حجز يمكن حجزها. لا يمكن بيع بعض الرموز من قبل الوكلاء، وقد يتم حجز هذه المقاعد للاتصالات الدولية أو برامج الولاء أو نقل موظفي شركة الطيران.
تم تحديد رموز الحجز بواسطة IATA،  لكن شركات الطيران انحرفت عن معيار الاتحاد الدولي للنقل الجوي ورموز الحجز الحالية خاصة بشركات الطيران. قد يكون للرمز نفسه معاني مختلفة للتذاكر الصادرة عن شركات طيران مختلفة. تستخدم العديد من شركات الطيران جميع الأحرف الأبجدية تقريبًا للسماح بإدارة أفضل للعائد. ومع ذلك، فقد احتفظت بعض رموز الحجز بنفس المعنى عبر معظم شركات الطيران:
فئات أكواد الخدمة الخاصة بشركات الطيران الشائعة F - الدرجة الأولى، J - درجة رجال الأعمال، W - الدرجة الاقتصادية الممتازة، Y - الدرجة الاقتصادية / الحافلة
| رمز الحجز | المعنى                                                                                   |
| --------- | ---------------------------------------------------------------------------------------- |
| F         | الدرجة الأولى كاملة، على شركات الطيران التي تتميز بدرجة أولى مميزة عن درجة رجال الأعمال. |
| J         | درجة رجال الأعمال كاملة الأجرة                                                           |
| W         | الدرجة الاقتصادية الممتازة بالسعر الكامل                                                 |
| Y         | الدرجة السياحية كاملة الأجرة                                                             |

## الأنماط الشائعة الأخرى
قد توفر الحروف والأرقام في الأقسام الأخرى من رمز أساس الأجرة المعلومات التالية:
| شفرة                          | المركز القياسي في رمز أساس الأجرة                           | المعنى |
| ----------------------------- | ----------------------------------------------------------- | --- |
| E                             | الحرف الثاني                                                | يشير هذا غالبًا إلى أن الأجرة كانت "أجرة رحلة". عادةً ما يكون لهذه الأسعار حد أدنى وحد أقصى من متطلبات الإقامة لتشجيع استخدامها من قبل سوق العطلات وليس المسافرين من رجال الأعمال. |
| الأعداد (Numerals)            | الأجزاء الأخيرة من أساس الأجرة                              | غالبًا ما تشير الأرقام إلى الحد الأقصى للإقامة التي تسمح بها قواعد الأجرة في الوجهة. وبالتالي، فإن YE45 هي أجرة رحلة اقتصادية بحد أقصى 45 يومًا. يمكن أن تكون الأنماط المماثلة YE3M تشير إلى 3 أشهر كحد أقصى. |
| H أو L.                       | بخلاف الحرف الأول                                           | الموسم المرتفع أو المنخفض |
| W أو X                        | بخلاف الحرف الأول                                           | يتم استخدام هذين الحرفين بشكل شائع في تذاكر الطيران للإشارة إلى ما إذا كانت الأجرة صالحة في يوم من أيام الأسبوع (X) أو مقصورة على عطلات نهاية الأسبوع (W). قد تختلف الأيام المحددة لعطلة نهاية الأسبوع، ويمكن أن تشمل سفر الجمعة. |
| OW                            | في الأسعار ذات المستوى الأعلى، يتبع عادةً رمز الحجز الأولي.  | أجرة ذهاب فقط |
| RT                            | في الأسعار ذات المستوى الأعلى، يتبع عادةً رمز الحجز الأولي.  | أجرة العودة |
| رموز البلدان المكونة من حرفين | عادة في نهاية الكود، إلا إذا كان متبوعًا بعلامة "CH" أو "IN" | غالبًا ما تنتهي قواعد الأسعار برموز بلد مكونة من حرفين. سيكون هذا هو الحال عندما يكون لدى شركة طيران أجرة دولية في كلا الاتجاهين. على سبيل المثال، قد تكون الأجرة من بريطانيا العظمى إلى أستراليا YE3MGB و YE3MAU من أستراليا إلى بريطانيا العظمى. هذا يسمح للأجرة بأن يكون لها قواعد مماثلة، ولكن قد يكون لها بعض الاختلافات في رسوم التغيير أو للامتثال للقيود التجارية المحلية. |
| CH                            | آخر حرفين                                                   | أجرة الأطفال (عادة ما يصل إلى 11 عامًا، ولكن 15 عامًا في بعض الحالات) |
| IN                            | آخر حرفين                                                   | أجرة الرضيع (عادة ما يصل إلى سنتين، ولكن 3 سنوات في بعض الحالات) |

## الرموز الخاصة بشركات الطيران
هناك قائمة لا حصر لها من الرموز الأخرى على الأسعار الحديثة. لم يتم توحيدها بأي شكل من الأشكال، وقد تكون غالبًا للاستخدام قصير المدى. وفيما يلي بعض الأمثلة على ذلك:
- الرموز التي تشير إلى الاسم الشائع لشركة الطيران للأجرة. كمثال افتراضي، قد تستخدم شركة طيران تبيع ما تشير إليه أجرة «التوفير الممتاز» SPRSVR في أساس الأجرة، أو قد تستخدمها كرمز كامل.
- الرموز التي تحدد الأجرة لشركة أو مؤسسة معينة. يجوز لشركة طيران التفاوض على أجرة مع شركة (XYZ) وتضمين هذه الرسائل في أساس الأجرة. عادةً ما تكون الأسعار التي يتم التفاوض عليها مرئية فقط للوكلاء الذين لديهم عقد لبيعها، وليست مدرجة علنًا.
- رموز للاستخدام مع الأفراد العسكريين أو موظفي الحكومة الفيدرالية. تُستخدم بشكل شائع في الولايات المتحدة، وغالبًا ما تشير إلى الأسعار مع وجود قيود قليلة أو معدومة على التغييرات والمبالغ المستردة.
- (ID) و (AD) المستخدمان لموظفي شركات الطيران (خصم الصناعة) وموظفي وكالات السفر (خصم الوكيل). قد يتضمن رقمًا يشير إلى النسبة المئوية للخصم من الأجرة الكاملة، على سبيل المثال، (AD75).

## تفاصيل الأجرة
يتوافق كل رمز أساس أجرة منشور مع أجرة، والتي تنطبق على السفر بين مدينتين على شركة طيران معينة، مع بعض القيود.
يمكن أن تشمل هذه القيود، على سبيل المثال لا الحصر:
- ما هي الرحلات التي يمكن / لا يمكن أخذها على هذه الأجرة
- ما إذا كان يمكن استخدام الأجرة للرحلات ذات الاتجاه الواحد / ذهابًا وإيابًا
- قابلية التغيير / قابلية الاسترداد
- القيود المفروضة على الاتصالات والتوقف
- أي حد أدنى / أقصى من متطلبات الإقامة (ينطبق على أسعار الذهاب والإياب)
- ما إذا كان الفك المفتوح مسموحًا به أم لا
- إمكانية الدمج مع الأسعار الأخرى
- قيود الشراء المتقدمة

التي يتم نشرها في legalese بحيث يمكن التحقق من صحتها تلقائيًا بواسطة أنظمة التوزيع العالمية.

## بناء أجرة
يشير إنشاء الأجرة إلى تطبيق الأسعار التي يمكن أن تغطي الرحلات الجوية في الحجز، وهي ضرورية لتسعير تذكرة الطيران للإصدار.
يتم تقديمه بشكل عام على أنه سطر واحد برموز موحدة والتي يمكن استخدامها لوكلاء السفر لتسعير التذكرة في أنظمة التوزيع العالمية. على سبيل المثال، قد يقول بناء الأجرة:
| HKG          | SU              | X/MOW        | SU              | KGD             | 598.78SCLA             | / -ريكس                 | SU              | X / جز       | SU              | HKG           | 371.37ACLA           | NUC 970.15           | نهاية        | العائد على حقوق الملكية 7.849222.00 | XT 160G3 120HK 45I5105RI 33LV 61XM 713YQ                 |
| من هونغ كونغ | بواسطة ايروفلوت | نقل في موسكو | بواسطة ايروفلوت | إلى كالينينغراد | 598.78 على الأجرة SCLA | وصول غير معروف إلى ريغا | بواسطة ايروفلوت | نقل في موسكو | بواسطة ايروفلوت | إلى هونج كونج | 371.37 على أجرة ACLA | إجمالي الأجرة في NUC | نهاية الأجرة | معدل التبادل                        | الضرائب والرسوم والتكاليف المختلفة المضافة بعملة التذاكر |

بناء الأجرة مهمة معقدة لأن كل أجرة تأتي مع الكثير من القواعد المتعلقة بالاستخدام، ولكن القواعد مصممة لتكون قابلة للتحقق من قبل أجهزة الكمبيوتر بحيث يمكن للنظام أن يقرر قبولها أو رفضها بسهولة. يتم بناء الأجرة بشكل أكثر شيوعًا عن طريق الكمبيوتر تلقائيًا، ولكن ليس من المضمون العثور على أقل الأسعار. نظرًا للسبب أعلاه، أو في حالة وجود بعض القيود التي لا يريدها المسافر تلقائيًا على الأجرة التي تم إنشاؤها تلقائيًا، يمكن أيضًا إجراء إنشاءات يدوية للأجرة، مما يعني العثور على الأسعار المناسبة يدويًا وتطبيق الأسعار على خط سير الرحلة من أجل الشراء تذكرة.

## على أساس أجرة متعددة
من الشائع أن يكون لتذكرة طيران متعددة القطاعات أكثر من أساس أجرة واحدة، خاصة إذا كانت للنقل على أكثر من شركة طيران واحدة، أو إذا كانت هناك فئات مختلفة من السفر متضمنة. غالبًا ما يكون لدى شركة الطيران المصدرة اتفاق بيني للسماح لشركات الطيران الأخرى بالحصول على التذكرة. أحد عيوب هذا النظام هو أنه في حالة إجراء أي تغيير، فقد يتم تطبيق قاعدة الأجرة الأكثر تقييدًا و / أو أعلى رسوم التغيير على التذكرة بأكملها، وليس فقط الجزء الذي يتم تغييره.

## أنظمة التوزيع العالمية
في نظام التوزيع العالمي، عادةً ما يتم عرض أساس الأجرة كجزء من عرض الأجرة، ولن يتم عرضه عادةً في شاشة التوفر. تسمح بعض أنظمة الحجز الحديثة بإجراء عمليات بحث عن مدى التوفر باستخدام معلمات مثل الوقت من اليوم وأدنى سعر، وقد تلغي الحاجة إلى قيام الوكيل أولاً بدراسة قواعد أساس الأجرة.

## تذاكر
عادةً ما يتم عرض أساس الأجرة على تذكرة الطيران. على التذاكر الورقية القديمة، تم إبرازه على القسيمة ذات الصلة لتلك الرحلة. على التذاكر الإلكترونية الحديثة، غالبًا ما تتم طباعتها أسفل تفاصيل الرحلة.